# Frans van Cranevelt
Frans van Cranevelt (1485-1564) (* Nijmegen, 3 de Fevereiro de 1485 † Mechelen, 8 de Setembro de 1564) foi humanista, helenista e jurista belga de origem holandesa. Matriculou-se na Universidade de Colônia em 14 de Novembro de 1497, porém, não pode receber seu diploma de bacharel, por ser menor de vinte anos. Em 13 de Outubro de 1501 matriculou-se na Universidade de Lovaina onde estudou direito e artes. Foram seus professores: Johannes Despauterius (1480-1520), Gerard Geldenhouwer (1482-1542) e Adriaan Floriszoon (1459-1623), futuro papa Adriano VI.

## Publicações
- Basilii magni Homilioe tres. I. De utilitale capienda ex gentilium auctorum libris. II. De invidia. III. in illud attende tihi ipsi, Leuven, 1534 (Latijnse vertaling van homelieën van de Griekse kerkvader Basilius).
- Procopii rhetoris et historiographi de Justiniani imperatoris oedificiis libri VI lectu dignissimi, nunc recens latinitate donati per Franciscum Craneveldium, Parijs, 1537
- Obra da Teogonia (preservado em manuscrito)